# تایو کروز
جاکوب تایو کروز (به انگلیسی: Jacob Taio Cruz) (زاده ۲۳ آوریل، ۱۹۸۵) که با نام تایو کروز شناخته می‌شود خواننده انگلیسی متولد لندن است. اولین آلبوم وی در سال ۲۰۰۸ با نام "Departure" وارد بازار شد که موفق به دریافت جایزه "MOBO Award" در کشور انگلیس شد. در سال ۲۰۱۰ دومین آلبوم کروز با نام "Rokstarr" وارد بازار شد که با فروش خوبی رو به رو شد. این آلبوم در کشورهای انگلیس و آمریکا در جدول بین‌المللی مقام اول را بدست آورد. پرطرفدارترین آهنگ‌ها در این آلبوم "Break Your Heart" , "Dynamite" و "Dirty Picture" (به همراه کشا) بود که در کشورهای انگلیس، استرالیا، بلژیک، کانادا، ایرلند و نیوزلند از جمله پر طرفدارترین آهنگ‌ها در ده آهنگ برتر انتخاب شد. در سال ۲۰۱۱ کروز تک آهنگی با نام "Higher" رو که به همراه کایلی مینوگ اجرا کرد وارد بازار کرد که از جمله پر طرفدارترین آهنگ‌های وی شناخته شد.

## آلبوم‌ها
- ۲۰۰۸: Departure
- ۲۰۱۰: Rokstarr

## جوایز
- ۲۰۰۴: برنده جایزه "Brit Awards" برای بهترین آهنگساز
- ۲۰۱۰: برنده جایزه "Ascap Vanguard Award" برای بهترین آلبوم